# Já Sei Namorar
"Já Sei Namorar" é uma canção gravada pela banda brasileira Tribalistas para seu álbum de estreia auto-intitulado (2002). A faixa foi originalmente escrita por Arnaldo Antunes, um dos componentes da banda, para Marisa Monte, outra integrante, juntamente a "Beija Eu", canção que integraria o repertório de seu disco Mais, enquanto que "Já Sei Namorar" foi deixada de lado. Quando a banda surgiu, Marisa mostrou a letra para Carlinhos Brown, terceiro integrante do trio, e a canção foi finalizada. A canção foi lançada como o primeiro single do disco em 2002 pela gravadora EMI,
"Já sei Namorar" recebeu indicações ao Grammy Latino de 2003 nas categorias "Gravação do Ano" e "Melhor Canção Brasileira". A canção integrou o repertório da primeira turnê mundial da banda, a Tribalistas Tour (2018-19).

## Controvérsia
Em 2003, surgiu controvérsia a respeito da música ser um plágio da música "Family Affair", da banda americana Sly & the Family Stone.

## Faixas
1. "Já Sei Namorar" (Versão do Álbum) - 3:16
2. "Já Sei Namorar" (Remix de Chris Franck) - 4:29

## Videoclipe
O clipe da canção mostra cenas de brasileiros de diversas partes do país cantando e dançando a música. Arnaldo Antunes, Marisa Monte e Carlinhos Brown também aparecem em algumas cenas do vídeo.

## Desempenho nas paradas
| Paradas (2002/2003)                                    | Melhor posição |
| ------------------------------------------------------ | -------------- |
| Brasil - Top 20                                        | 1(9x)          |
| Europa - Top 100                                       | 56             |
| França - Syndicat National de l'Édition Phonographique | 84             |
| Itália - Federazione Industria Musicale Italiana       | 33             |
| Países Baixos - Dutch Top 40                           | 34             |
| Países Baixos - Single Top 100                         | 15             |
| Portugal - Top 20                                      | 2              |
| Suíça - Schweizer Hitparade                            | 75             |
| Mundo - Singles Latinos Top 30                         | 21             |
| Mundo - Web Top 100                                    | 1              |

## Certificações e vendas
| Região                                                        | Certificação | Unidades/vendas |
| ------------------------------------------------------------- | ------------ | --------------- |
| Itália (FIMI)                                                 | Ouro         | - 35.000‡       |
| ‡vendas+valores de streaming baseados somente na certificação |              |                 |

## Prêmios e indicações
| Ano  | Prêmio                 | Categoria                | Resultado | Ref    |
| ---- | ---------------------- | ------------------------ | --------- | ------ |
| 2003 | Grammy Latino          | Gravação do Ano          | Indicado  | [ 13 ] |
| 2003 | Grammy Latino          | Melhor Canção Brasileira | Indicado  | [ 13 ] |
| 2003 | MTV Video Music Brasil | Escolha da Audiência     | Indicado  | [ 14 ] |
| 2003 | MTV Video Music Brasil | Videoclipe de Pop        | Indicado  | [ 14 ] |
| 2003 | Prêmio Multishow       | Melhor Música            | Venceu    | [ 15 ] |
| 2003 | Prêmio Multishow       | Melhor Clipe             | Indicado  | [ 15 ] |